# Whymperia grandis
Whymperia grandis là một loài tò vò trong họ Ichneumonidae.